# Knaplundsøya
Knaplundsøya, także Godøya  –  wyspa między fiordami Saltfjorden i Skjerstadfjorden  w zachodnio-północnej Norwegii.

## Geografia
Wyspa o powierzchni 6,6 km² leżąca między fiordami Saltfjorden i Skjerstadfjorden w zachodnio-północnej Norwegii . Na północnym wschodzie ogranicza ją cieśnina Saltstraumen a na południowym zachodzie cieśnina Godøystraumen .
Administracyjne znajduje się na terenie gminy Bodø w okręgu Nordland .
W północno-zachodniej części wyspy znajduje się osada Knaplund .   